# Малое Грызлово
Малое Грызлово — деревня в Серпуховском районе Московской области. Входит в состав Липицкого сельского поселения (до 29 ноября 2006 года входила в состав Балковского сельского округа).

## Население
| 2002 | 2006 | 2010 |
| ---- | ---- | ---- |
| 3    | →3   | ↗5   |

## География
Малое Грызлово расположено примерно в 35 км (по шоссе) на юго-восток от Серпухова, на реке Незнайка (левый приток Восьмы), высота центра деревни над уровнем моря — 187 м.